# Prosimulium turneri
Prosimulium turneri är en tvåvingeart som först beskrevs av Gibbins 1938.  Prosimulium turneri ingår i släktet Prosimulium och familjen knott. Inga underarter finns listade i Catalogue of Life.